# Andreas Bronst
Andreas Bronst (* 12. November 1957 in Rochlitz) ist ein ehemaliger deutscher Gerätturner. Sein Heimatverein war der SC DHfK Leipzig.
Er gewann mit der Mannschaft der Deutschen Demokratischen Republik (DDR) bei den Olympischen Sommerspielen 1980 in Moskau eine Silbermedaille im Mannschaftsmehrkampf, wofür er mit dem Vaterländischen Verdienstorden ausgezeichnet wurde. Bei DDR-Meisterschaften wurde er 1979 Vizemeister am Barren.